# Carlos Weber
Carlos Javier Weber (Buenos Aires, 6 januari 1966)  is een voormalig volleyballer uit Argentinië, die na zijn actieve loopbaan het trainersvak instapte. In 2009 werd hij geïnstalleerd als bondscoach van de nationale mannenploeg van zijn vaderland. Weber leidde de selectie naar de vijfde plaats bij de Olympische Spelen (2012) in Londen. Zelf speelde hij maar liefst 613 interlands in de periode 1985-2002.
Weber nam driemaal deel aan de Olympische Spelen (1988, 1996 en 2000) en won bij zijn olympisch debuut de bronzen medaille met de nationale ploeg. Onder leiding van bondscoach Daniel Castellani behaalde hij in 1995 bovendien de gouden medaille met de nationale selectie bij de Pan-Amerikaanse Spelen in Mar del Plata. 
| Logo van de Olympische Spelen | Goud | Zilver | Brons | Logo van de Olympische Spelen |
|                               | 0    | 0      | 1     |                               |